# Dim Days of Dolor
Dim Days of Dolor är det norska gothic metal-bandet Sirenias åttonde studioalbum, utgivet 2016 av skivbolaget  Nuclear Blast. Albumet är det första med den franska kvinnliga vokalisten  Emmanuelle Zoldan efter att Ailyn hade slutat i bandet. Albumet mixades och mastrades i Hansen Studios i Ribe i Danmark.

## Låtförteckning
1. "Goddess of the Sea" – 4:41
2. "Dim Days of Dolor" – 4:40
3. "The 12th Hour" – 6:37
4. "Treasure n' Treason" – 4:54
5. "Cloud Nine" – 5:14
6. "Veil of Winter" – 5:29
7. "Ashes to Ashes" – 4:36
8. "Elusive Sun" – 5:22
9. "Playing with Fire" – 5:05
10. "Fifth Column" – 6:02
11. "Aeon's Embrace" – 3:55
12. "Aeon's Embrace (French Version)" – 3:55

- Text & musik: Morten Veland

## Medverkande
Musiker (Sirenia-medlemmar)
- Morten Veland – sång, gitarr, basgitarr, keyboard, theremin, trummor, programmering
- Emmanuelle Zoldan – sång, kör

Bidragande musiker
- Joakim Næss – sång (spår 2, 6)
- Damien Surian – kör
- Mathieu Landry – kör
- Emilie Bernou – kör

Produktion
- Morten Veland – producent, ljudtekniker
- Jacob Hansen – ljudmix, mastering
- Gyula Havancsák – omslagsdesign, omslagskonst
- Andreas Kalvig Anderson – foto
- Hervé Brouardelle – foto